# Анаероби
Анаеро́би — організми, здатні жити без атмосферного кисню, за рахунок так званого анаеробного дихання.

## Історія
До сидерію (2,5 — 2,3 мільярдів років тому) анаеробні організми були домінуючою формою життя на Землі. Зі збільшенням кисню в атмосфері (внаслідок фотосинтезу ціанобактерій) вони масово вимирають і лишаються лише глибоко під водою та в землі, де доступ кисню обмежений.

## Опис
До них належать деякі види бактерій, дріжджів, найпростіших, червів. Якщо присутність кисню є токсичною для клітин, такі мікроорганізми називають облігатними анаеробами. Якщо організми можуть жити як в присутності кисню так і без нього, їх називають факультативними анаеробами. Енергію для життєдіяльності отримують, окислюючи органічні, рідше неорганічні речовини без участі вільного кисню, або використовуючи енергію світла. Якщо при анаеробному диханні окислюються органічні сполуки, що містять в своєму складі кисень, такий процес називається бродінням. Це найпоширеніший спосіб отримання енергії серед анаеробів. Під час бродіння окислюються зазвичай вуглеводи з утворенням спиртів або органічних кислот як кінцевих продуктів метаболізму. З неорганічних сполук може окислюватись сірка та залізо. Анаероби дуже поширені у природі та живуть там, де не можуть жити аероби: в ґрунті, під водою, в кишковому тракті вищих тварин. Деякі анаероби є збудниками небезпечних захворювань людини (ботулізм, гострі кишкові інфекції, та інші).
В лабораторних умовах анаеробів вирощують в спеціальних приладах — анаеростатах, або в пробірках під шаром олії.
Виділення анаеробів у вигляді спирту і двоокису вуглецю використовується в пивоварстві та харчовій промисловості (дивись ферментація)
C6H12O6 + 2 АДФ + 2 фосфати → 2 C2H5OH + 2 CO2 + 2 H2O
Виділення у вигляді молочної кислоти використовують в харчовій промисловості для консервування овочів (кисла капуста), виготовлення молочнокислих продуктів (сир, кефір), в сільському господарстві для отримання силосу.
Анаеробні черви втратили здатність дихати внаслідок паразитичного способу життя — вони живуть у шлунково-кишковому тракті тварин, де немає повітря, але їх метаболізм змінився таким чином, що вони можуть обходитись без кисню.